# 云城街道 (广州市)
云城街道，是中华人民共和国广东省广州市白云区下辖的一个街道办事处。
2013年12月19日，广州市人民政府批复同意白云区部分行政区划调整，设立云城街道办事处，管辖原新市街道办事处的萧岗南社区、萧岗北社区、萧岗花园社区、明珠社区、齐富社区、连元桥社区。云城街道办事处驻齐富路88号。

## 行政区划
云城街道下辖以下地区：
萧岗南社区、萧岗北社区、萧岗花园社区、明珠社区、齐富社区、连元桥社区、萧岗得朋社区和萧岗东安社区。

## 交通

### 地铁
- █广州地铁2号线：白云文化广场站、萧岗站
- █广州地铁12号线：白云文化广场站、新市墟站